# Long-termisme
Le long-termisme est une théorie morale selon laquelle influencer positivement l'avenir à long terme est une priorité morale majeure de notre époque. C'est un thème central de l'altruisme efficace, et qui motive les efforts de réduction des risques existentiels.
Selon le philosophe Fin Moorhouse le long-termisme découle de ces trois idées : 1. « la vie des gens importe quel que soit le moment où elle se situe dans le futur » ; 2. il se pourrait bien qu'il y ait plus de gens en vie dans le futur qu'il n'y en a aujourd'hui ou qu'il y en a eu dans le passé ; et 3. « nous pouvons agir pour affecter de façon significative et prévisible l’avenir à long terme ». Pour les partisans du long-termisme, cela suggère qu'il est de la responsabilité de ceux qui vivent aujourd'hui de s'assurer que les générations futures puissent vivre et s'épanouir.

## Définition
Le philosophe William MacAskill définit le long-termisme dans son livre What We Owe the Future comme « l'opinion selon laquelle influencer positivement l'avenir à long terme est une priorité morale clé de notre temps ». Il le distingue du long-termisme fort, « l'opinion selon laquelle influencer positivement l'avenir à long terme est la priorité morale clé de notre temps »,.
Dans son livre The Precipice : Existential Risk and the Future of Humanity, le philosophe Toby Ord décrit le long-termisme comme suit : « Le long-termisme ... est particulièrement préoccupé par l'impact de nos actions sur l'avenir à long terme. Il prend au sérieux le fait que notre propre génération n'est qu'une page d'une histoire beaucoup plus longue, et que notre rôle le plus important est peut-être la façon dont nous façonnons - ou ne façonnons pas - cette histoire. Travailler à la sauvegarde du potentiel de l'humanité est l'un des moyens d'avoir un tel impact durable, et il peut y en avoir d'autres aussi ». En outre, Ord note que « le long-termisme est animé par une réorientation morale vers le vaste avenir que les risques existentiels menacent de verrouiller ».
Étant donné qu'il est généralement impossible d'utiliser les techniques de recherche traditionnelles, telles que les essais contrôlés randomisés, pour analyser les risques existentiels, des chercheurs tels que Nick Bostrom ont utilisé des méthodes telles que l'élicitation d'opinions d'experts pour estimer leur importance. Ord a proposé des estimations de probabilité pour un certain nombre de risques existentiels dans Le Précipice.

## Histoire
Le terme « long-termisme » a été inventé vers 2017 par les philosophes d'Oxford William MacAskill et Toby Ord. Cette vision s'inspire des travaux de Nick Bostrom, Nick Beckstead et d'autres.
Cependant, bien que son expression soit relativement récente, certains aspects du long terme sont envisagés depuis des siècles. La constitution orale de la Confédération iroquoise, le Gayanashagowa, encourage toutes les prises de décision à « avoir toujours en vue non seulement le présent mais aussi les générations à venir », ce qui a été interprété comme signifiant que les décisions doivent être prises de manière à profiter à la septième génération dans le futur.
Ces idées ont refait surface dans la pensée contemporaine avec des penseurs tels que Derek Parfit dans son livre de 1984 Reasons and Persons, et Jonathan Schell dans son livre de 1982 The Fate of the Earth.

## Communauté
Les idées long-termistes ont donné naissance à une communauté d'individus et d'organisations qui s'efforcent de protéger les intérêts des générations futures. Parmi les organisations qui travaillent sur des sujets long-termistes, citons le Centre for the Study of Existential Risk de l'Université de Cambridge, le Stanford Existential Risks Initiative, le Global Priorities Institute de l'Université d'Oxford, le Future of Life Institute, 80 000 Hours, Open Philanthropy, The Forethought Foundation et Longview Philanthropy.

## Implications pour l'action
Les chercheurs qui étudient le long-termisme pensent que nous pouvons améliorer l'avenir à long terme de deux façons : « en évitant les catastrophes permanentes, assurant ainsi la survie de la civilisation ; ou en changeant la trajectoire de la civilisation pour la rendre meilleure tant qu'elle dure [...] En somme, assurer la survie augmente la quantité de vie future ; les changements de trajectoire augmentent sa qualité ».

### Risques existentiels
Un risque existentiel est « un risque qui menace la destruction du potentiel à long terme de l'humanité », y compris les risques qui provoquent l'extinction de l'humanité ou le déclin de civilisation. Parmi ces risques, on peut citer la guerre nucléaire, les pandémies naturelles et artificielles, le changement climatique extrême, le totalitarisme mondial stable et les technologies émergentes comme l'intelligence artificielle et la nanotechnologie. La réduction de l'un de ces risques peut améliorer considérablement l'avenir sur de longues échelles de temps en augmentant le nombre et la qualité des vies futures. Par conséquent, les partisans du long-termisme affirment que l'humanité se trouve à un moment crucial de son histoire où les choix faits au cours de ce siècle peuvent façonner l'ensemble de son avenir.

### Changements de trajectoire
Les risques existentiels sont des exemples extrêmes de ce que les chercheurs appellent un « changement de trajectoire ». Cependant, il pourrait y avoir d'autres moyens d'influencer positivement la façon dont l'avenir se déroulera. L'économiste Tyler Cowen affirme que l'augmentation du taux de croissance économique est une priorité morale absolue, car elle rendra les générations futures plus riches. D'autres chercheurs pensent que l'amélioration d'institutions telles que les gouvernements nationaux et les organes de gouvernance internationale pourrait entraîner des changements de trajectoire positifs.
Une autre façon de provoquer un changement de trajectoire est de modifier les valeurs de la société. William MacAskill affirme que l'humanité ne doit pas s'attendre à ce que des changements de valeurs positifs se produisent par défaut. Il donne pour exemple l'abolition de l'esclavage, qui selon l'historien Christopher Leslie Brown n'était pas un événement inévitable mais plutôt une contingence historique. Brown soutient en effet qu'une révolution morale a rendu l'esclavage inacceptable à une époque où il était par ailleurs encore extrêmement rentable. MacAskill suggère que l'abolition peut marquer un tournant dans l'ensemble de l'histoire de l'humanité, et qu'il est peu probable que cette pratique revienne. Pour cette raison, l'introduction de changements de valeurs positifs dans la société peut être un moyen pour la génération actuelle d'influencer positivement l'avenir à long terme.

### Vivre à une époque charnière
Les tenants du long-termisme, dont Derek Parfit, soutiennent que nous vivons à un moment charnière de l'histoire de l'humanité. William MacAskill affirme que « le destin à long terme du monde dépend en partie des choix que nous faisons au cours de notre vie » puisque « la société ne s'est pas encore installée dans un état stable, et que nous sommes en mesure d'influencer l'état stable dans lequel nous finirons par nous retrouver ».
Pendant la majeure partie de l'histoire de l'humanité, il n'était pas évident d'influencer positivement l'avenir à très long terme. Cependant, deux développements relativement récents pourraient avoir changé cela. Les développements technologiques, tels que les armes nucléaires, ont, pour la première fois, donné à l'humanité le pouvoir de s'anéantir, ce qui aurait un impact sur l'avenir à long terme en empêchant l'existence et l'épanouissement de générations futures. Dans le même temps, les progrès réalisés dans les sciences physiques et sociales ont donné à l'humanité la capacité de prédire avec plus de précision (au moins certains) des effets à long terme des actions entreprises dans le présent.
MacAskill note également que notre époque actuelle est très inhabituelle dans la mesure où « nous vivons dans une ère qui implique une quantité extraordinaire de changements » à la fois par rapport au passé (où les taux de progrès économique et technologique étaient très lents) et par rapport à l'avenir (puisque les taux de croissance actuels ne peuvent pas se poursuivre longtemps avant d'atteindre des limites physiques).

## Considérations théoriques

### Théorie morale
Le long-termisme a été défendu en faisant appel à diverses théories morales. L'utilitarisme peut motiver le long terme étant donné l'importance qu'il accorde à la poursuite du plus grand bien pour le plus grand nombre, et le nombre potentiellement astronomique de personnes à venir,. Plus généralement, les théories morales conséquentialistes (dont fait partie l'utilitarisme) sont souvent favorables au long-termisme, étant donné que pour ce que la théorie considère moralement important, il est généralement probable qu'il y en aura beaucoup plus dans le futur que dans le présent.
Cependant, d'autres cadres moraux non-conséquentialistes peuvent également inspirer le long-termisme. Par exemple, Toby Ord considère que la responsabilité de la génération actuelle envers les générations futures est ancrée dans le dur labeur et les sacrifices consentis par les générations passées. Il écrit :

« Parce que la flèche du temps fait qu'il est beaucoup plus facile d'aider les gens qui viennent après vous que ceux qui viennent avant, la meilleure façon de comprendre le partenariat des générations peut être asymétrique, avec des devoirs qui s'écoulent tous vers l'avant dans le temps - en le payant vers l'avant. Dans cette optique, nos devoirs envers les générations futures peuvent donc être fondés sur le travail que nos ancêtres ont accompli pour nous lorsque nous étions des générations futures. »

### Évaluer les effets sur l'avenir
Dans son livre What We Owe the Future, William MacAskill traite de la manière dont les individus peuvent influencer le cours de l'histoire. Il introduit un cadre en trois parties pour réfléchir aux effets sur l'avenir, selon lequel la valeur à long terme d'un résultat que nous pouvons provoquer dépend de son importance, de sa persistance et de sa contingence. Il explique que l'importance « est la valeur moyenne ajoutée par la réalisation d'un certain état de choses », la persistance signifie « combien de temps dure cet état de choses, une fois qu'il a été réalisé », et la contingence « fait référence à la mesure dans laquelle l'état de choses dépend de l'action d'un individu ». De plus, MacAskill reconnaît l'incertitude omniprésente, tant morale qu'empirique, qui entoure le long-termisme et propose quatre leçons pour guider les tentatives d'amélioration de l'avenir à long terme : prendre des actions solidement bonnes, se constituer des options, apprendre davantage et éviter de causer du tort.

### L'éthique des populations
L'éthique des populations joue un rôle important dans la pensée long-termiste. De nombreux défenseurs du long terme acceptent le point de vue global de l'éthique de la population, selon lequel il est bon, toutes choses égales par ailleurs, de faire naître davantage de personnes heureuses. L'acceptation d'un tel point de vue rend les arguments en faveur du long-termisme particulièrement forts, car le fait qu'il pourrait y avoir un nombre énorme de personnes dans le futur signifie que l'amélioration de leur vie et, surtout, le fait de s'assurer que ces vies aient lieu, ont une valeur énorme,.

### Autres êtres sentients
Le long-termisme est souvent discuté en relation avec les intérêts des générations futures d'humains. Cependant, de nombreux partisans du long-termisme accordent également une grande valeur morale aux intérêts des autres êtres sentients. Dans cette perspective, élargir le cercle moral de l'humanité aux autres êtres sentients peut constituer une cause long-termiste importante, notamment parce qu’une norme morale visant à se préoccuper de la souffrance des êtres non humains pourrait perdurer très longtemps si elle devient largement acceptée.

## Critique

### Ignorance
Une objection au long-termisme est qu'il repose sur des prédictions des effets de nos actions sur des horizons temporels très longs, ce que certains estiment être au mieux difficile, au pire impossible. En réponse à ce défi, les chercheurs intéressés par le long-termisme ont cherché à identifier des événements qui figent la trajectoire civilisationnelle - des événements, tels que l'extinction de l'homme, que nous pouvons influencer à court terme mais qui auront des effets futurs prévisibles à très long terme.

### Dépriorisation des questions immédiates
Une autre préoccupation est que le long-termisme peut conduire à déprioriser des problèmes plus immédiats. Par exemple, certains critiques ont fait valoir que le fait de considérer l'avenir de l'humanité sur 10 000 ou 10 millions d'années pourrait conduire à minimiser les effets économiques à court terme du changement climatique. Ils craignent également que les formes les plus radicales de long-termisme puissent en théorie justifier des atrocités afin d'obtenir des quantités « astronomiques » de bénéfices futurs. Selon l'anthropologue Vincent Ialenti, pour éviter cela, les sociétés devront adopter « une vision à long terme plus texturée, multifacettée et multidimensionnelle qui défie les silos d'information insulaires et les chambres d'écho disciplinaires ».
Les partisans du long-termisme répondent que les types d'actions qui sont bonnes pour l'avenir à long terme sont souvent également bonnes pour le présent. Se préparer aux pandémies les plus graves - celles qui pourraient menacer la survie de l'humanité - peut également contribuer à améliorer la santé publique dans le présent. Par exemple, le financement de la recherche et de l'innovation dans le domaine des antiviraux, des vaccins et des équipements de protection individuelle, ainsi que le lobbying auprès des gouvernements pour qu'ils se préparent aux pandémies, peuvent contribuer à prévenir les menaces sanitaires à plus petite échelle pour les populations actuelles.

### Dépendance à l'égard des petites probabilités de gains importants
Une autre objection au long-termisme est qu'il encourage typiquement des actions à faible probabilité de gains extrêmement importants, plutôt que des actions plus sûres d'aboutir mais à relativement faible valeur ajoutée (à condition que la valeur espérée soit plus élevée). Du point de vue long-termiste, il semble que si la probabilité d'un certain risque existentiel est très faible et que la valeur de l'avenir est très élevée, alors travailler à réduire le risque, même de façon infime, a une valeur attendue extrêmement élevée. Le « braquage de Pascal » illustre ce problème.
Les partisans du long-termisme ont adopté une variété de réponses à cette préoccupation, allant de l'acceptation de la situation à l'argument selon lequel le long-termisme n'a pas besoin de s'appuyer sur des probabilités infimes, car les probabilités des risques existentiels se situent dans la fourchette normale des risques contre lesquels les gens cherchent à se protéger, par exemple le port de la ceinture de sécurité en cas d'accident de voiture.